# Pia Wunderlich
Pia Wunderlich (* 26. Januar 1975 in Bad Berleburg) ist eine ehemalige deutsche Fußballspielerin. Sie spielte zwischen 1992 und 2009 in der Bundesliga und wurde mit der Frauen-Nationalmannschaft 2003 Weltmeisterin.

## Sportliche Karriere

### Vereinsfußball
Pia Wunderlich begann mit sieben Jahren beim TuS Schwarzenau. Gemeinsam mit ihrer Schwester Tina spielte sie dort in der Jungenmannschaft. 1989 wechselte sie zur Frauenmannschaft des TSV Battenberg. Mit diesem Verein stieg sie 1992 in die Bundesliga auf. 1993 wechselte sie zur SG Praunheim aus der am  27. August 1998 der eigenständige 1. FFC Frankfurt hervorging.
Erfolge:
- UEFA-Cup-Siegerin 2002, 2006 und 2008 mit dem 1. FFC Frankfurt
- Deutsche Meisterin 1999, 2001, 2002, 2005, 2007 und 2008 mit dem 1. FFC Frankfurt
- Deutsche Pokalsiegerin 1999, 2000, 2001, 2002, 2003, 2007 und 2008 mit dem 1. FFC Frankfurt
- Hallencup-Siegerin 1997, 1998 mit der SG Praunheim
- Hallencup-Siegerin 1999 mit dem 1. FFC Frankfurt

### Nationalmannschaft
Ihren ersten Länderspieleinsatz hatte sie 1993 gegen Russland. Nach sporadischen Einsätzen wurde sie 1996 zur Stammspielerin. Die Mittelfeldspielerin galt als torgefährlich, dribbelstark und schnell.
Von 1999 bis 2000 hatte sie viele Ausfälle zu verkraften. Zunächst litt sie am Pfeifferschen Drüsenfieber und musste ein Jahr lang pausieren. Kaum genesen, erkrankte sie an der Schilddrüse, kurz darauf musste sie sich einer Knie-Operation unterziehen.
Pia Wunderlich errang bei den Olympischen Spielen in Athen 2004 die Bronzemedaille. Nach den Erfolgen von 1997 und 2001 wurde sie 2005 zum dritten Mal Europameisterin mit der Nationalmannschaft.
Erfolge:
- Weltmeisterin 2003
- Vizeweltmeisterin 1995
- Europameisterin 1997, 2001 und 2005
- Bronzemedaille bei Olympia 2004

## Sonstiges
Im Jahre 2005 engagierte sich Pia Wunderlich für Menschen mit einem Down-Syndrom (Trisomie 21), indem sie an einer Posterkampagne des „Deutschen Down-Syndrom InfoCenter“ teilnahm. Auf den Postern und Postkarten, die im Oktober 2005 veröffentlicht wurden, ist sie gemeinsam mit ihrer Fußball-Kollegin Silke Rottenberg und Marco Huber, einem Hobbyfußballer mit Down-Syndrom, in der Alt-Herrenmannschaft des TV 1921 Nieder-Klingen zu sehen. Das Motto der Bilderserie lautet: „Menschen mit Down-Syndrom machen seltsame Bewegungen. Wie jeder, der versucht, einen schwierigen Ball zu spielen.“ Seit dem 1. August 2008 ist sie Koordinatorin des Mädchenfußballinternats des FLVW in der Sportschule Kaiserau. Seit Juni 2015 ist sie Trainerin der dritten Mannschaft der SG Bad Soden, einer Inklusions-Mannschaft, die in der Kreisliga C Schlüchtern West spielt.